# Чукмасов Сергій Олександрович
Сергій Олександрович Чукмасов (нар. 7 серпня 1955, Дніпропетровськ) — український науковець-металург, політичний діяч, підприємець. Народний депутат України 2-го, 3-го та 5-го скликань (1994—2002; 2006—2007). Член Соціалістичної партії України. Доктор технічних наук (1999), професор (2004).

## Життєпис
Народився 7 серпня 1955 року у місті Дніпропетровськ. Українець.
Здобув освіту у Дніпропетровському металургійному інституті 1972—1977 рр. інженером-металургом за спеціальністю «Обробка металів тиском».
1977—1985 рр. — м.н.п., аспірант, завідувач лабораторії, Дніпропетровський металургійного інституту.
1985—1990 рр. — помічник майстра, начальник цеху, начальник відділу на Дніпропетровському трубопрокатному заводі імені Леніна.
1990—1994 рр. — докторант катедри обробки металів тиском, Дніпропетровського металургійного інституту; начальник відділу, заступник директора з маркетингу АТ «Дніпропетровський трубний завод». Пройшов курс навчання та стажування на вищих курсах менеджменту і управління при Чиказькому університеті.
Народний депутат України 2 скликання з квітня 1994 року (2-й тур) до квітня 1998 року, Петровський виборчий округ № 81 міста Дніпропетровськ. Був членом Комітету з питань базових галузей та соціально-економічного розвитку регіонів. Член групи «Реформи».
08.1996-10.1997 рр. — голова правління Державної акціонерної компанії «Укрзолото».
Народний депутат України 3 скликання — березень 1998 року по квітень 2002 року, виборчий округ № 24, місто Дніпропетровськ.
Член фракції «Громада» травень 1998 року — березень 1999 року, позафракційний березень по квітень 1999 року. Член групи «Трудова Україна» квітень 1999 року — лютий 2000 року. Член фракції НДП березень — листопад 2000 року, позафракційний листопад 2000 року — березень 2001 року, травень — червень 2001 року. Член групи «Регіони України» березень — квітень 2001 року. Член фракції ПРП «Реформи-Конгрес» квітень — червень 2001 року. Член фракції СДПУ(О) — червень 2001 року.
Член Комітету з питань економічної політики, управління народним господарством, власності та інвестицій липень 1998 року, заступник голови Комітету з питань економічної політики, управління народним господарством, власності та інвестицій.
Був представником виборчого блоку «Наша Україна» в Дніпропетровській області у 2002 році.
Народний депутат України 5 скликання — квітень 2006 року по листопад 2007 року від СПУ.
Вересень 2007 року — кандидат в народні депутати України від СПУ, № 40 в списку.
Працював директором науково-виробничого підприємства «Система».

### Наукова діяльність
У 1999 році став доктором технічних наук, у 2004 — професором.
Академік АІНУ.
Автор понад 70 наукових праць.[джерело?]

### Родина
- Батько — науковець-металург, кандидат технічних наук, учасник німецько-радянської війни Олександр Чукмасов.
- Дід — технолог-машинобудівник, триболог, доктор технічних наук Сергій Чукмасов (1892—1970).

4 жовтня 1994 року став вдівцем — дружина, Світлана Анатоліївна, 39-річна донька колишнього міністра охорони здоров'я України Анатолія Романенка, була вбита під час пограбування квартири подружжя. Сергій Чукмасов був поранений у боротьбі й зв'язаний квартирним злодієм.
Виховав двох дітей.